# Камбер
Камбер — легендарный первый король Камбрии в соответствии с псевдоисторическим трудом «Historia Regum Britanniae» Гальфрида Монмутского (XII век). Согласно ему, Камбрия, классическое название Уэльса, была названа в его честь.
Камбер якобы был сыном Брута Троянского и потомком Энея из Трои. После смерти отца он получил Камбрию, тогда как его младший брат Альбанактус получил Альбу (на территории современной Шотландии; от валлийского Yr Alban), а его старший брат Локринус — Логрес (территорию Англии; от валлийского Lloegr) и титул короля бриттов. Когда Албанактус был убит Гумбером, королём «гуннов», Камбер в союзе с Локринусом напал на него и победил.
Как и многие из персонажей, о которых сообщает Гальфрид, Камбер не имеет никакого исторического основания, но является результатом воображения Гальфрида, будучи изобретён в значительной степени в политических интересах англо-нормандского мира. 